# اللعبة الأكثر خطورة
«اللعبة الأكثر خطورة» بالانكليزية "The Most Dangerous Game" ونشرت أيضا تحت اسم «كلاب زاروف» هي رواية قصيرة من كنابة ريتشارد كونيلو نشرت لأول مرة في تاريخ 19 من كانون الثاني عام 1924 القصة تحكي عن صياد بقصد المتعة من مدينة نيويوركو الذي يغرق يخته في منطقة منعزلة مليئة باسماء القرش يموت كل رفاقه وينجح وحده في الوصول إلى ما يبدو جزيرة مهجورة الا ان الجزيرة كانت تحتوي على قلعة يعيش بها ثري روسي والذي بدوره هو الآخر صياد ولكن منوع مختلف.
وصفَ النُّقَّاد «الفريسة الأخطر» بأنها «أشهر قصَّة قصيرة كُتبَت بالإنجليزيَّة على الإطلاق»، فمنذ نشرَها ريتشرد كونل لاقَت إقبالًا جماهيريًّا كبيرًا، لحبكتها التي تتضافَر فيها عناصر المغامرة والإثارة مع طابع القصص القوطيَّة، لتطرح أسئلةً عن الطَّبيعة البشريَّة وقُدرة الإنسان على العُنف، وتُلقي بتعليقاتٍ على عالم الرُّبع الأوَّل من القرن العشرين، الذي شهدَ تغيُّراتٍ اجتماعيَّةً وسياسيَّةً جسيمةً في أعقاب الحرب العالميَّة الأولى.
نُشرَت القصَّة للمرَّة الأولى في عام 1924، وفازَت في عام نشرها بجائزة «أُو هنري» للقصَّة القصيرة، وطُبعَت بعد ذلك مرارًا في طبعاتٍ منفردة، وفي عددٍ كبير من أنثولوجيات القصص القصيرة، وتُرجمَت إلى عشرات اللُّغات.
منذ البداية، تخلق القصة جوًا من التوتر والإثارة. يشعر القارئ بتهديد البيئة المحيطة برينسفورد، مما يجعلهم يتساءلون عن مصيره. تتصاعد الأحداث بشكل تدريجي، مما يحافظ على اهتمام القارئ. تركز قصة على الحبكة، تضم شخصيات نمطية ثابتة، بما في ذلك بطل نبيل وبطل شرير بلا تعاطف، ولكن الالتواء الساخر في نهاية القصة يجعلها قراءة جذابة، خاصة لأولئك الذين يفضلون الأحداث المثيرة على دراسات الشخصيات المعقدة. 

## الترجمة العربية
- ترجم الراحل عمر عبد العزير أمين القصة بعنوان لعبة المطاردة ونشرت تحت المجموعة القصصية الطائر الجريح، أصدرت من دار ميوزيك للطبع والنشر وتحمل المجموعة الرقم (60) ضمن السلسلة.
- الفريسة الأخطر 
تأليف ريتشرد كونل (تأليف) هشام فهمي (ترجمة)
منشورات تكوين ودار الرافدين. 2023
عدد الصفحات 48.

## اقرا أيضا
- رواية قصيرة